# گنج مرادآباد
گنج مرادآباد (به انگلیسی: Ganj Muradabad) یک منطقهٔ مسکونی در هند است که در Unnao district واقع شده‌است.

## خصوصیات
گنج مرادآباد  ۹٬۳۷۷ نفر جمعیت دارد.